# Nation métisse de l'Ontario
 (juillet 2023).
 (avril 2022).
La Nation métisse de l'Ontario est un gouvernement autochtone pour la population métisse de l'Ontario.

## Structure de gouvernance
Fondé au début des années 1990, par la volonté des Métis de l'Ontario, la Nation métisse de l'Ontario (NMO) représente les aspirations collectives, droits et intérêts du peuple Métis et les collectivités partout en Ontario. La NMO a un régime démocratique, la structure de gouvernance à l'échelle de la province. Tous les quatre ans, les Métis, et les citoyens ont la possibilité de choisir leurs dirigeants provinciaux et régionaux, par le vote dans l'urne à l'échelle de la province d'élections.
En outre, les conseils communautaires ont été établies dans toute la province. Ils obtiennent leur mandat pour soutenir la gouvernance locale de la NMO à travers une Charte communautaire signée avec des accords, et travailler en collaboration avec la NMO et autres conseils communautaires pour représenter les droits et les intérêts des collectivités métisses ayant des droits dans l'ensemble de la province.
Comme la seule structure de gouvernance provincial métisse reconnu en Ontario, la NMO a avancé l'ordre du jour les droits des Métis. L'NMO a agi comme l'un des nombreux intervenants dans le cas de la Cour suprême du Canada R. c. Powley, bien que M. Powley a été membre de l'Association ontarienne des Aborigènes métis (AOAM), et non pas la NMO. La NMO a établi des processus bilatéraux et tripartites avec les gouvernements fédéral et provinciaux et, en novembre, 2008 Ontario-Métis ont signé un accord-cadre de la nation avec le gouvernement de l'Ontario. La NMO a également négocié un contrat d'hébergement avec le gouvernement provincial sur les droits de récolte des Métis.
La NMO, grâce à son infrastructure à l'échelle de la province offre un éventail de programmes et de services dans les domaines de la santé, du développement du marché du travail, de l'éducation et du logement, à environ 73 000 Métis de l'Ontario et d'autres groupes autochtones.

## CPNMO
Le Conseil provisoire de la Nation métisse de l'Ontario (CPNMO) prend son sens à partir de la chambre et est tenu de faire rapport à ses citoyens ou représentants des citoyens à l'occasion d'assemblées générales annuelles. Le CPNMO est composé d'un exécutif de cinq membres, neuf conseillers régionaux, quatre sénateurs, un représentant de la jeunesse et un représentant de l'enseignement post-secondaire. Les intérêts des femmes soient représentés par le vice-président. Les membres de l'CPNMO sont élus par scrutin démocratique fort élections et représentent les membres de la communauté métisse de l'ensemble de la province.
Le rôle de l'CPNMO est d'aider dans le processus de prise de décisions et de déterminer les priorités pour l'avenir. Province avec une large représentation, le CPNMO offre un forum de débat et de délibération qui aide à assurer la NMO continuera à se développer comme un pays unifié du peuple Métis.

### Exécutif
- Gary Lipinski, Président
- France Picotte, Directrice
- Sharon McBride, Vice-Directrice
- Tim Pile, Secrétaire-Trésorier
- Senateur Reta Gordon, Sénateur Executif

### Sénateurs
- Rene Gravelle, Senateur
- Verna Brunelle, Senatrice
- Joseph Poitras, Senateur

### Conseillers régionaux
- Theresa Stenlund, Conseillère - Région 1
- Cam Burgess, Conseiller – Région 2
- Marcel Lafrance, Conseiller – Région 3
- Ernest Gatien, Conseiller - Région 4
- Juliette Denis, Conseiller - Région 5
- Tom Thompson Jr., Conseiller – Région 6
- Pauline Saulnier, Conseillère - Région 7
- Anita Tucker, Conseillère - Région 8
- Peter Rivers, Conseiller - Région 9

### Représentants
- Jennifer Nicholson, Représentante Poste-secondaire
- Mitchell Case, Représentant de la Jeunesse

### Sénateurs
Les sénateurs ont une place spéciale dans la culture des Métis, la Nation métisse de l'Ontario et à sa structure de gouvernance. Ils sont hautement respectés pour leurs connaissances, leurs valeurs et leur expérience.
Les sénateurs fournissent aux aînés leurs présences lors des événements communautaires et des réunions, et ils aident à garder la culture des Métis vivante en partageant des traditions métisses et des modes de vie. Un sénateur siège en tant que membre de chaque conseil communautaire et un total de quatre sénateurs, dont un sénateur exécutif, siègent au CPNMO.

## Le Secrétariat à la condition féminine de la Nation métisse de l'Ontario (SCFNMO)
le Secrétariat à la condition féminine de la Nation métisse de l'Ontario (SCFNMO) est composé de femmes Métis de l'Ontario qui se sont engagés à promouvoir les questions relatives aux femmes et à la défense en leur nom au sein de la Métis Nation of Ontario (MNO) communauté. Le SCFNMO CPNMO la conseille également sur les questions relatives aux femmes et travaille avec les conseils communautaires, les conseils scolaires, les organismes gouvernementaux et les groupes de femmes pour aider les Métis avec les préoccupations spécifiques aux femmes. Ce travail comprend l'élaboration de politiques et de l'examen, la coordination, la consultation et l'éducation. L'objectif principal de l'SCFNMO est d'encourager la pleine participation des femmes au sein de la NMO à édifier une nation saine et forte.
Le Secrétariat à la condition féminine de la MNO travaille avec les femmes de la nation métisse

## Anciens Combattants NMO
Créé en 2001 à la direction de la NMO à leur assemblée générale annuelle, le Conseil d'ancien combattant (ACNMO) représente les intérêts des anciens combattants Métis au sein de la structure de gouvernance de la MNO. Les préoccupations du ACNMO et questions sont portées au Conseil provisoire de la Métis Nation of Ontario (CPNMO) par le Conseiller régional et sénateurs qui siègent sur le CPNMO